# ثورة بيضاء

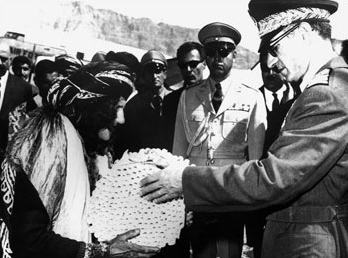

كانت الثورة البيضاء (بالفارسية: انقلاب سفید) أو ثورة الشاه والشعب (بالفارسية: انقلاب شاه و مردم) سلسلة بعيدة المدى من الإصلاحات في إيران التي أطلقها في عام 1963 مـ شاه إيران محمد رضا بهلوي واستمرت حتى عام 1978 مـ. تم بناء برنامج محمد رضا شاه للإصلاح خصوصا لإضعاف تلك الطبقات التي تدعم النظام التقليدي. وتألفت من عدة عناصر منها الإصلاح الزراعي، وبيع بعض المصانع المملوكة للدولة لتمويل هذا الإصلاح الزراعي، وإنشاء شبكة موسعة للطرق والسكك الحديدية والطرق الجوية، وعدد من مشاريع السد والري، والقضاء على أمراض مثل الملاريا، وتشجيع ودعم النمو الصناعي، وحق المرأة في التصويت، وتأميم الغابات والمراعي، وتشكيل محو الأمية والهيئة الصحية للمناطق الريفية المعزولة، ووضع خطط لتقاسم الأرباح للعاملين في الصناعة. في الستينيات والسبعينيات، سعى الشاه إلى تطوير سياسة خارجية أكثر استقلالية وأقام علاقات عمل مع الاتحاد السوفيتي ودول أوروبا الشرقية. وفي العقود اللاحقة، ارتفع نصيب الفرد من الدخل الإيراني ارتفاعا كبيرا، وأدت عائدات النفط إلى زيادة هائلة في تمويل الدولة لمشاريع التنمية الصناعية.
أعلن الشاه الثورة البيضاء خطوةً نحو التحديث، ولكن لا شك في أنه كان لديه أيضا دوافع سياسية؛ كانت الثورة البيضاء (وهو اسم يعزى إلى حقيقة أنه غير دموي) وسيلة له لإضفاء الشرعية على سلالة بهلوي. وكان جزء من سبب إطلاق الثورة البيضاء هو أن الشاه يأمل في التخلص من نفوذ الملاك وخلق قاعدة جديدة من الدعم بين الفلاحين والطبقة العاملة. وكان الجزء الأكبر من البرنامج يهدف إلى الفلاحين الإيرانيين، وهي الطبقة التي يأمل الشاه في كسبها كحليف لإحباط تهديد الطبقة الوسطى المعادية بشكل متزايد. وهكذا شكلت الثورة البيضاء في إيران محاولة جديدة لإدخال الإصلاح من فوق والحفاظ على أنماط السلطة التقليدية. من خلال الإصلاح الزراعي، جوهر الثورة البيضاء، كان الشاه يأمل في أن يحالف نفسه مع الفلاحين في الريف، ويأمل في قطع علاقاتهم مع الأرستقراطية في المدينة.
ومن أجل إضفاء الشرعية على الثورة البيضاء، دعا الشاه إلى إجراء استفتاء وطني في أوائل عام 1963، صوت فيه 5,598,711 شخص لصالح الإصلاحات، وصوت 4,115 صوتا ضد الإصلاحات. ما لم يكن الشاه يتوقعه هو أن الثورة البيضاء تؤدي إلى توترات اجتماعية جديدة ساعدت في خلق العديد من المشاكل التي كان الشاه يحاول تجنّبها. وأدّى الإصلاح الزراعي، بدلًا من تحالف الفلاحين مع الحكومة، إلى إنتاج أعداد كبيرة من المزارعين المستقلين والعمال الذين لا يملكون أرضا والذين أصبحوا مدافع سياسية فضفاضة، دون شعور بالولاء للشاه. كما أشار إرفاند أبراهاميان إلى أن «الثورة البيضاء كانت مصمّمة لاستباق الثورة الحمراء، بل مهد الطريق لثورة إسلامية». على الرغم من أن الثورة البيضاء ساهمت في التقدم الاقتصادي والتكنولوجي لإيران، فإن فشل بعض برامج الإصلاح الزراعي والافتقار الجزئي للإصلاحات الديمقراطية، فضلًا عن العداء الشديد تجاه الثورة البيضاء من رجال الدين والملاك العقاريين من شأنها أن تسهم في نهاية المطاف إلى سقوط الشاه والثورة الإيرانية في عام 1979.
سمّيت هذه الإصلاحات «الثورة البيضاء» استعارة لوصف الثورة التي تحدث دون إراقة للدماء واللجوء إلى أساليب العنف وعلى شكل الانقلاب السلمي.